# Вітмарк

Вітмарк-Україна — український холдинг, лідер українського ринку за продажем фруктово-овочевих соків і пюре для дитячого харчування, один з лідерів у категорії соків і нектарів. Штаб-квартира — в Одесі. Керівник і засновник компанії Віталій Віницький.

## Склад холдинг
- СП «Вітмарк-Україна» ТОВ — основна виробнича і операційна одиниця холдингу
- АТ «Одеський консервний завод дитячого харчування» (ОКЗДХ) — займається розробкою рецептур і контролює якість виробленої продукції.
- Кучурганський завод (с. Степанівка, Роздільнянський район, Одеська область) — основний виробничий майданчик холдингу. Завод виробляє всю лінійку готової продукції компанії, а також займається переробкою фруктів, ягід та овочів.
- Рахнянсько-Лісовий Консервний Завод (с. Рахни-Лісові, Вінницька область) — центр холдингу з переробки сировини для виробництва продукції холдингу.

## Історія
Компанію засновано 1994 року на базі Одеського консервного заводу дитячого харчування, що працює з 1928 року.

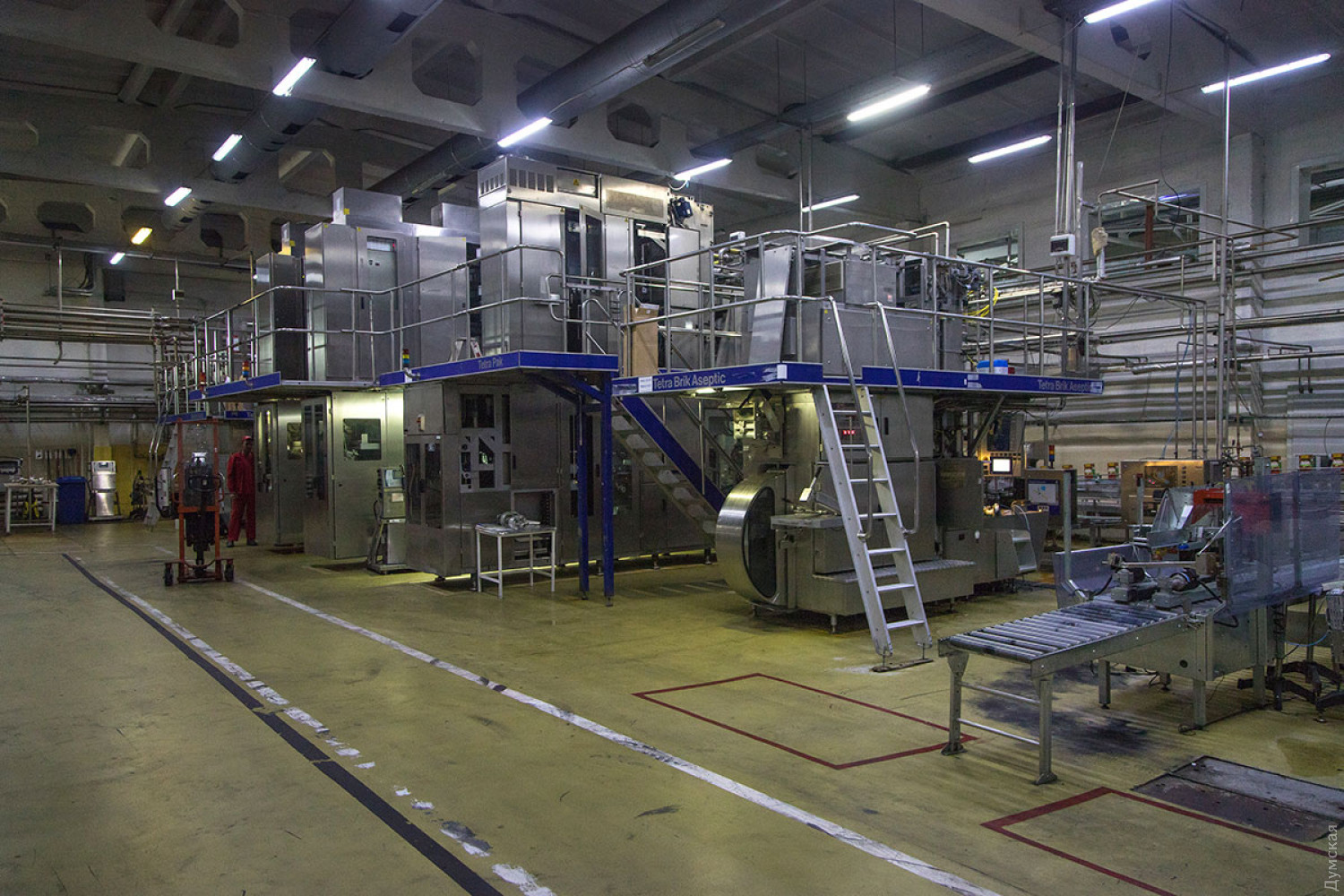
Цех підготовки продукції до розливу

За часів окупації України СРСР, підприємство покривало близько 60 % потреб СРСР в дитячому харчуванні[джерело?].
У 90-ті роки компанія проводить на ОКЗДХ програму реконструкції та розширення виробничих потужностей. Завод оснащується італійським, фінським, шведським і німецьким обладнанням.

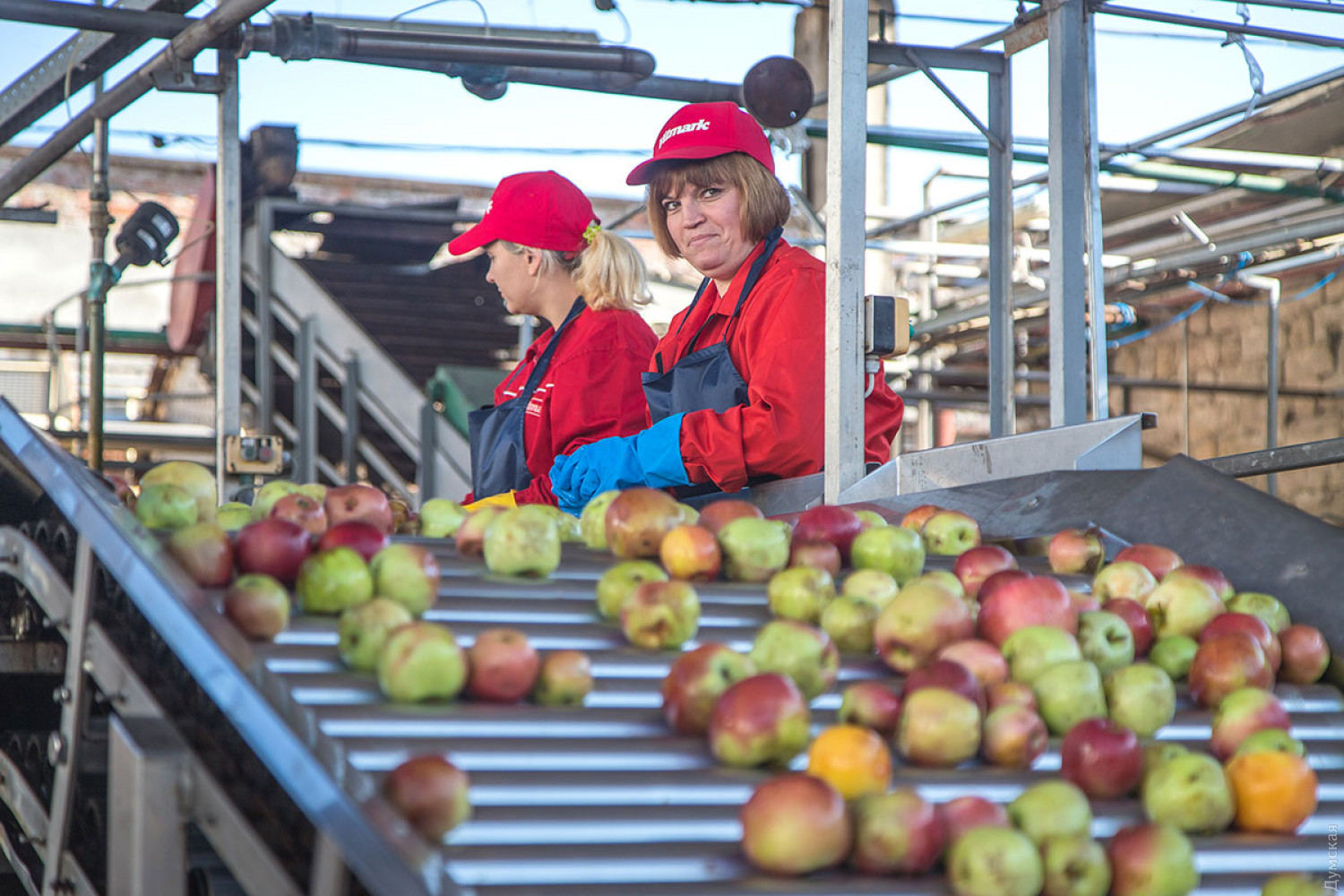
Лінія сортування

У травні 1995 року створено першу упаковку соку Jaffa. Ця продукція розливалася в картонний пакет TetraPak.
2002 компанія запустила лінійку соків під брендом Одеського консервного заводу дитячого харчування.
2009 році сік перейменовано на «Наш сік».
2003 до складу холдингу входить Рахнянсько-Лісовий консервний завод, який стає основним центром з переробки фруктів та овочів для продукції, що випускається.
2007 почато випуск соків для дітей «Чудо-Чадо».
2008 запущено випуск води Aquarte.
Восени 2010 року компанія запускає виробництво соку для дітей під ТМ «Джусік».
2013 почато випуск соків прямого віджиму «Прямо сік».

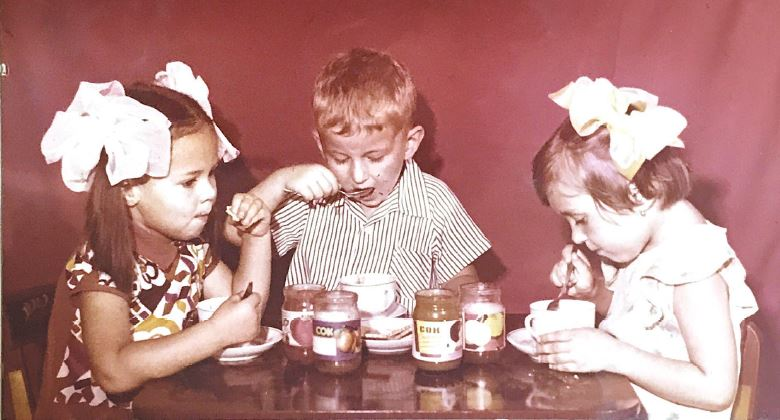
Дитяче харчування

Цього ж року компанія проходить сертифікацію на стандарт ISO 9001: 2008 та менеджменту безпеки харчової продукції ISO 22000: 2005, а в 2016 р — сертифікаційний аудит на відповідність цим стандартам.
Бренд пропонує такі товари: соки і нектари Jaffa, фруктово-ягідні смузі-пюре Jaffa Fruit Pouch без доданого цукру, збагачені вітамінами і рослинними екстрактами напої з соком Jaffa Vital, фруктові коктейлі Jaffa Smoothy.

## Нагороди компанії

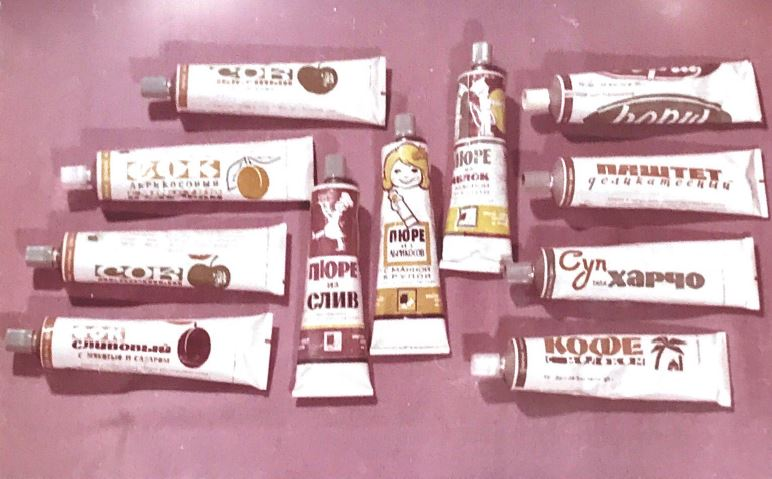
Харчування для космонавтів

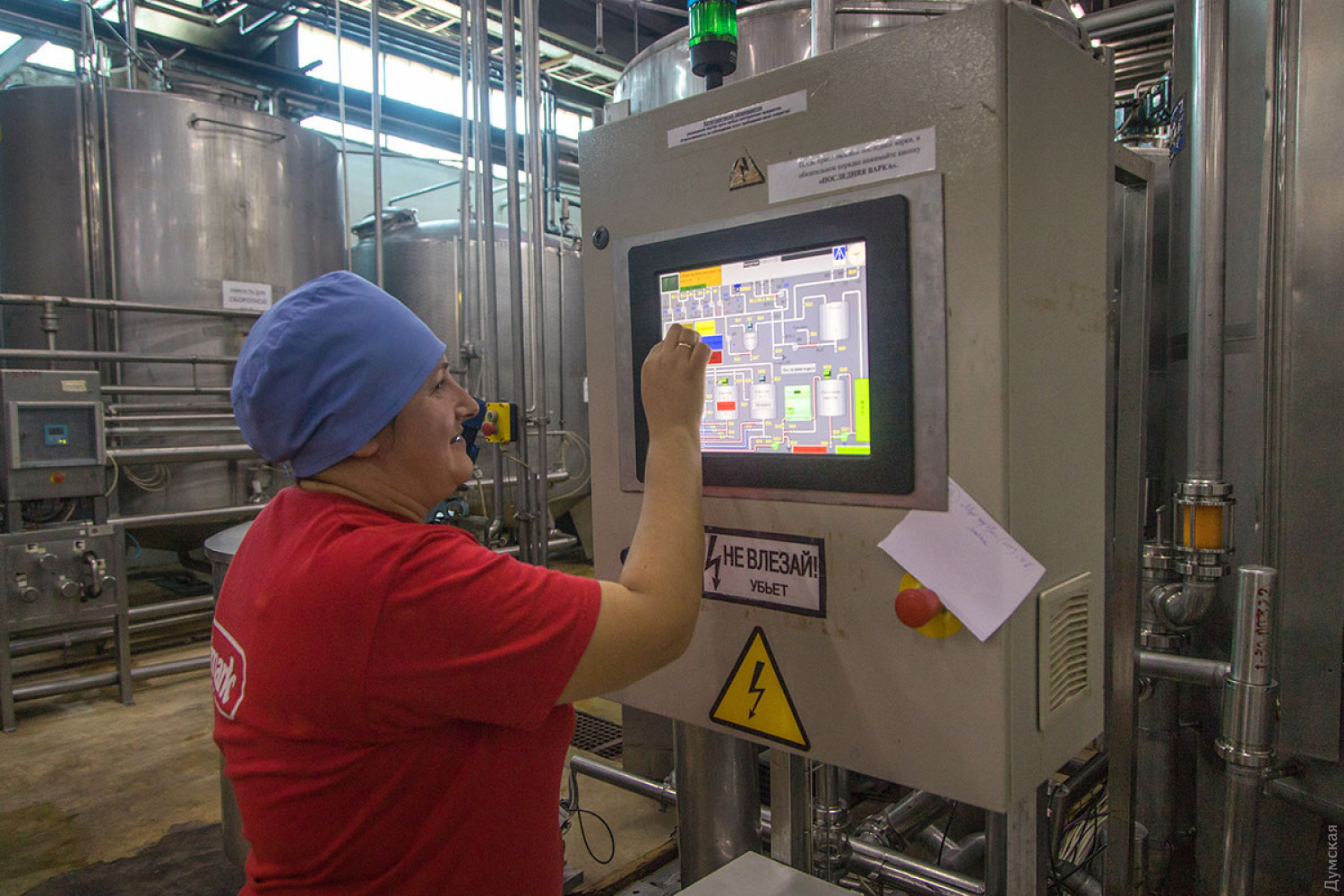
Сенсорна панель керування технологічними процесами

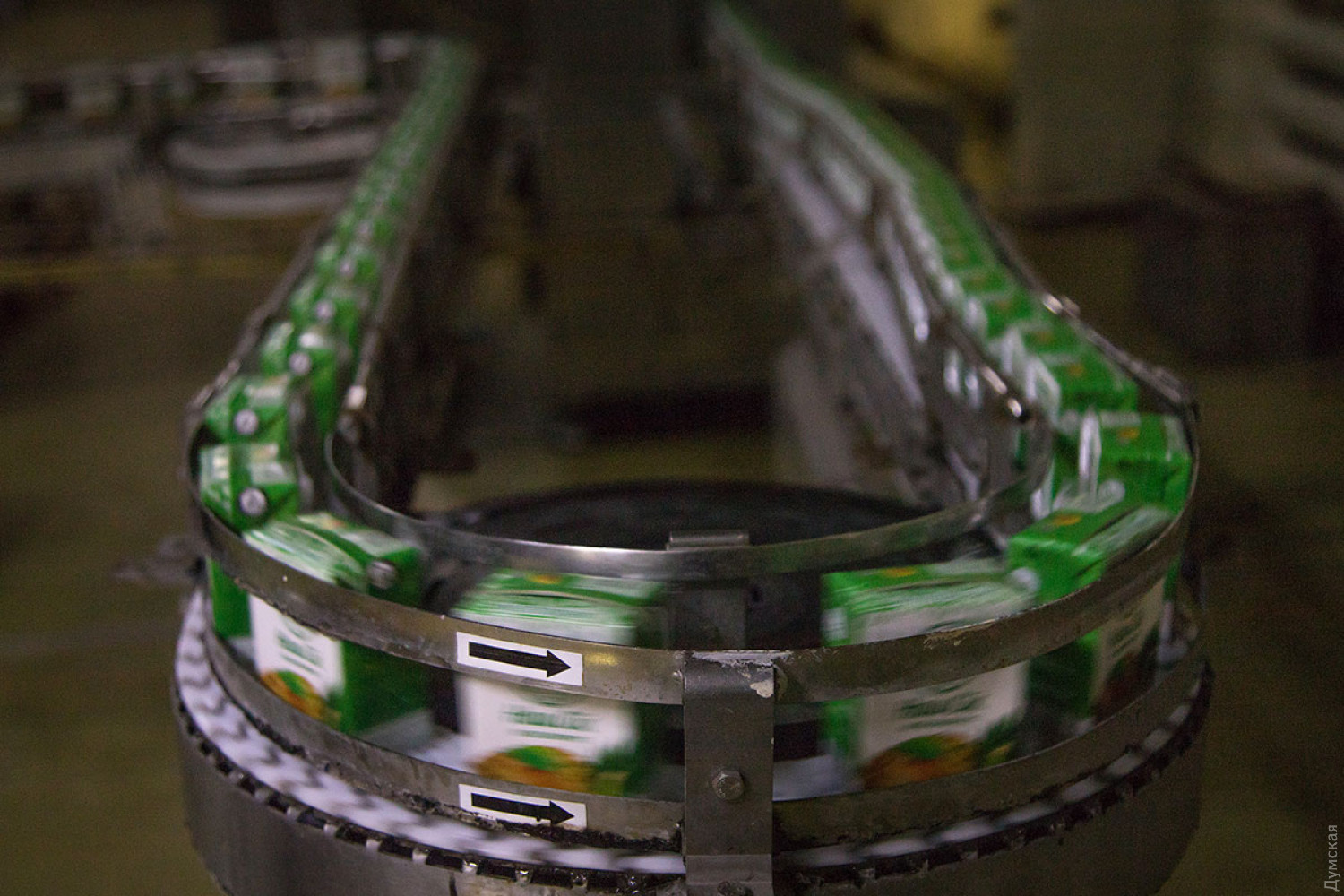
Автоматизована лінія подачі готової продукції

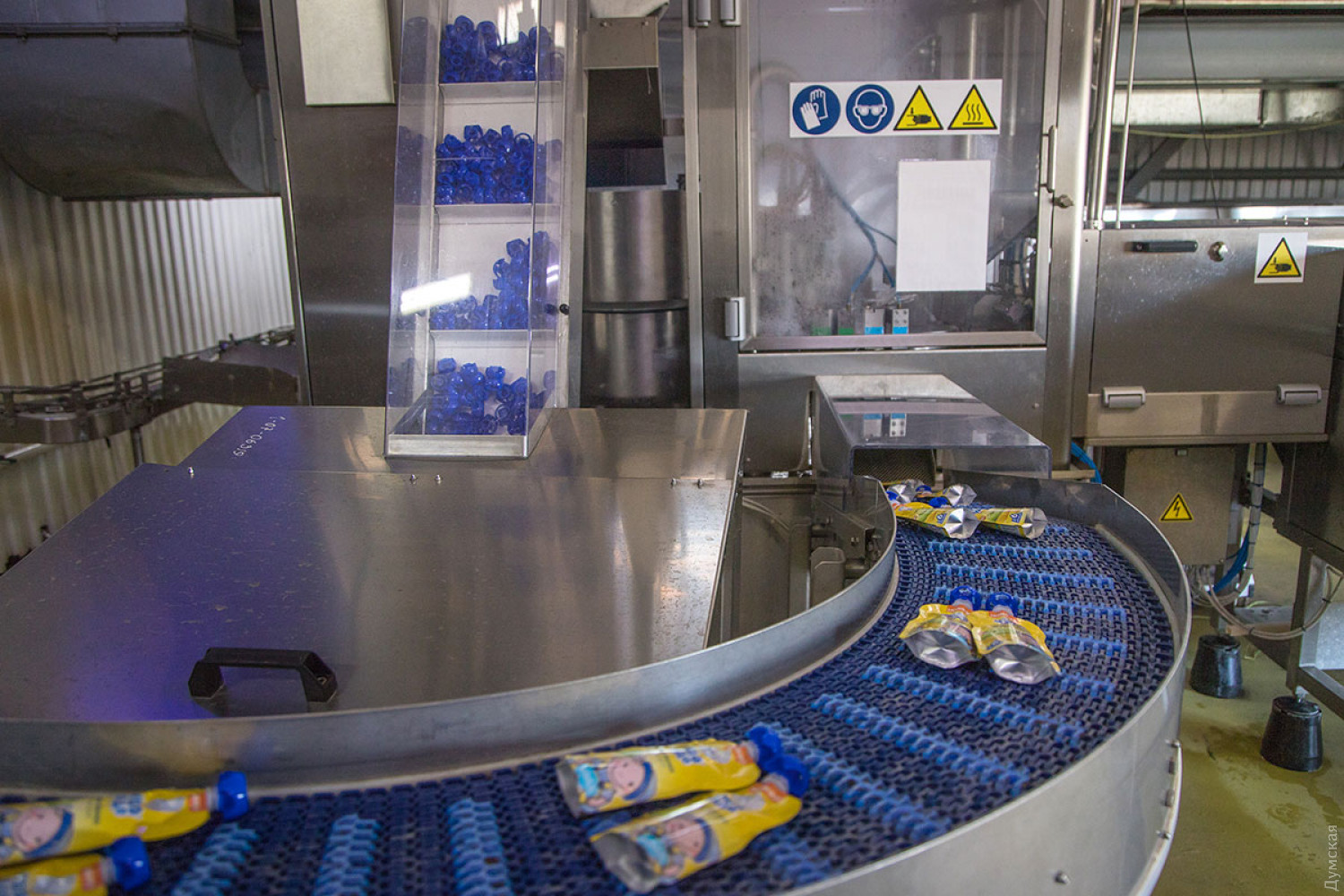
Роботизована лінія розливу

- 2006 рік — ТМ «Jaffa Select» визнана найкращим вітчизняним товаром 2006 року[джерело?].
- 6 грудня 2007 року — компанія стала членом Глобального договору ООН[джерело?].
- 2008 рік — ТМ «Jaffa Ice Tea» зайняла 1-е місце серед безалкогольних напоїв на дегустаційному конкурсі Alco + Soft 2008[джерело?].
- ТМ «Jaffa Select», а також ТМ «Jaffa Viva» отримали золоті медалі на дегустаційному конкурсі Alco + Soft 2008 року в категорії фруктових та фруктово-овочевих соків[джерело?].
- 2008 рік — соки Одеського консервного заводу дитячого харчування визнані товаром року на Всеукраїнському конкурсі якості продукції «>100 найкращих товарів України»[джерело?].
- 2009 рік — продукція ТМ «Чудо-Чадо» визнана кращою в номінації «дитяче фруктове пюре» за результатами акції «ХІТ 2008. Краще для малюка», яка проводилась видавничим домом «Едіпрес-Україна» і журналом «Твій малюк»[джерело?].
- 2009 рік — ТМ Jaffa Spring отримала 2 золоті медалі за якість на дегустаційному конкурсі Alco + Soft 2009[джерело?].
- 2011 рік — яблучний сік ТМ Jaffa Select отримав оцінку «відмінно» за результатами дослідження Центру незалежних споживчих експертиз «ТЕСТ»[джерело?].
- 2011 рік — соки і нектари компанії «Вітмарк-Україна» отримали золоту медаль якості на Міжнародному дегустаційному конкурсі «Кращий продукт WorldFood 2011»[джерело?].
- 2012 рік — компанія потрапила до щорічного звіту ООН найкращих європейських практик корпоративної соціальної відповідальності[джерело?].
- 2015 рік — компанія посіла третє місце в рейтингу найкращих роботодавців України за результатами дослідження, проведеного міжнародною компанією «Hay Group», спільно з виданням «Новий час країни»[джерело?].
- 2017 рік — директор компанії Віктор Григорович Станіславський зайняв 2-е місце в рейтингу «100 кращих топ-менеджерів України» у сфері безалкогольні напої [джерело?]
- 9 червня 2017 року компанія отримала Гран-прі та 2 перших місця в номінації «Соки» на Восьмому професійному дегустаційному конкурсі напоїв «BEST DRINK 2017»[джерело?].

## Сучасність
2015 року посіла друге місце в переліку підприємств, які формують бюджет і мають стратегічне значення в формуванні економічного потенціалу Одеської області.
Значна частина продукції виробництва «Вітмарк-Україна» реалізуються на експорт у 28 країн 4-х континентів світу, а рівень її безпеки забезпечують системи управління якістю AIJN і НАССР[джерело?].
На підприємствах функціонують комплексні технологічні лінії з виробництва готової продукції: 13 ліній Tetra Pak, 1 ПЕТ hot-fill лінія, 1 сокова лінія з розливу в склотару, лінія з виробництва дитячого харчування, лінія Gualapack, а також ряд ліній з виробництва пюреподібних і концентрованих напівфабрикатів.
Холдинг виробляє всі види концентрованих соків і пюре з місцевих сортів овочів і фруктів, закуповуючи тропічну сировину.